# Церковь в Овере
«Церковь в Овере» (фр. L'Église d'Auvers-sur-Oise) — картина нидерландского живописца Винсента ван Гога.

## История
Покинув в мае 1890 года больницу для душевнобольных в Сен-Реми-де-Прованс, Ван Гог поселился в деревне Овер-сюр-Уазе в предместьях Парижа, где и провёл последние два месяца своей жизни. За это время он написал около 70 картин, среди которых много видов Овера и его окрестностей, в том числе и «Церковь в Овере». Изображённую на холсте построенную в XIII веке готическую церковь можно увидеть ещё на нескольких работах того периода.
После смерти художника картина досталась его другу врачу и художнику-любителю Полю Гаше, у которого он проходил лечение в последние месяцы своей жизни. До середины XX века картина находилась в частной коллекции Гаше и его потомков. В 1951 году она была передана в Лувр, а с 1986 года хранится в собрании музея Орсе.

## В культуре
Вокруг картины «Церковь в Овере» строится сюжет эпизода «Винсент и Доктор» из пятого сезона телесериала «Доктор Кто», хотя сцены в церкви снимались в соборе Лландафф в Уэльсе. 

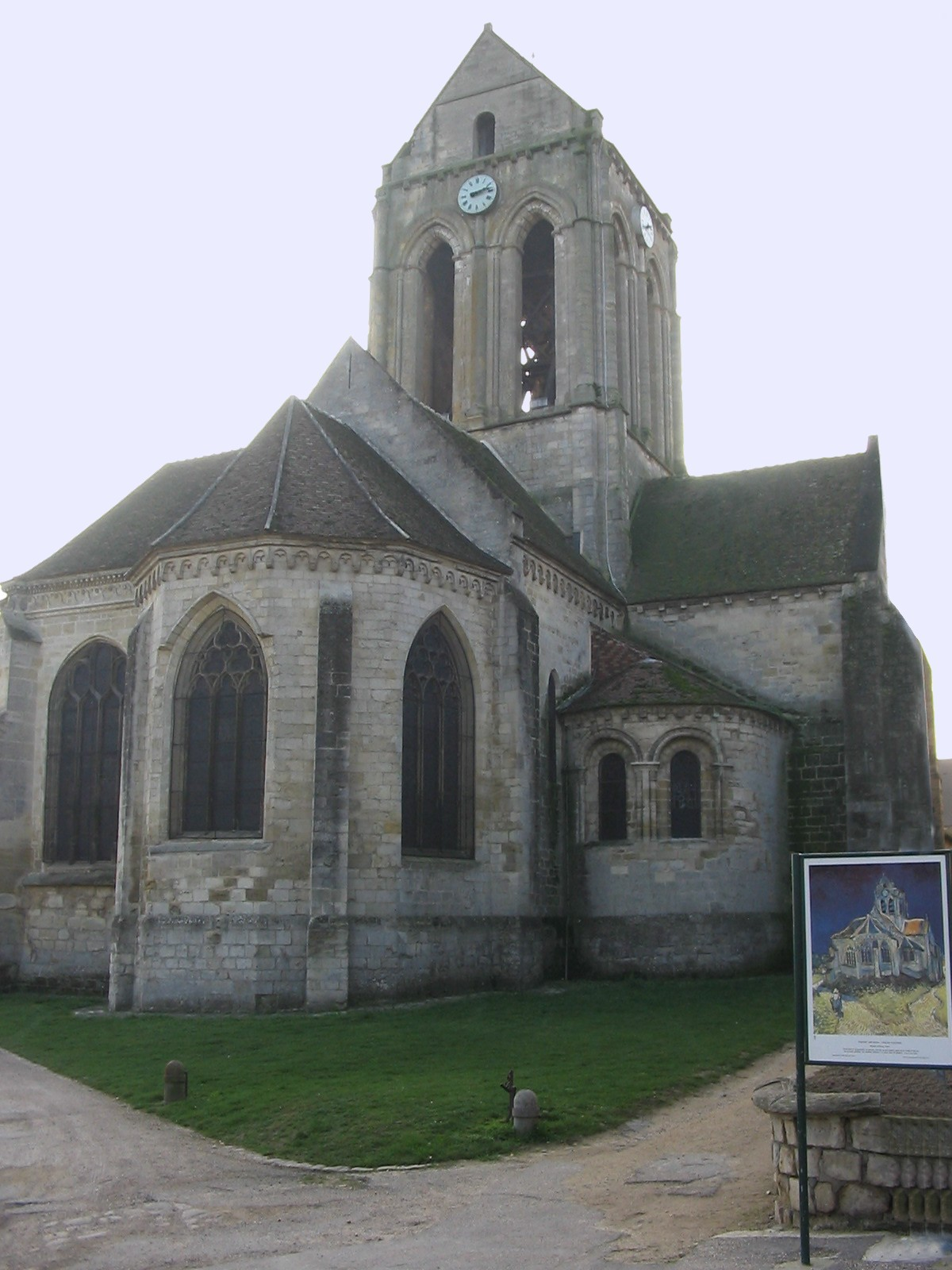
Современная фотография церкви